# Alexandru Donici
Alexandru Donici (1806-1865) fue un escritor y jurista besarabio.

## Biografía
Poeta y fabulista nacido en la localidad de Orhei en 1806, en una familia de boyardos moldavos, estudió en Rusia y, al regresar a su país natal, ingresó en la judicatura, ocupando el cargo de presidente del Tribunal de Apelación. Su obra principal fueron unas Fabulele (2 vol.), escritas, en opinión de Rosetti, «en un estilo muy agudo, con mucho espíritu, y por eso a menudo golpeado por la ley de censura en aquellos días». También publicó Tiganii, una traducción del ruso del poema de Pushkin. En sus fábulas, se inspiró a menudo en las obras de los fabulistas franceses La Fontaine y Florian. Falleció en 1865.